# Колодезное (Харьковская область)
Коло́дезное (укр. Колодязне) — село,
Колодезнянский сельский совет,
Двуречанский район,
Харьковская область, Украина.
Код КОАТУУ — 6321882001. Население по переписи 2001 года составляет 1288 (580/708 м/ж) человек.
Является административным центром Колодезнянского сельского совета, в который, кроме того, входят сёла
Новоужвиновка,
Обуховка и
Отрадное.

## Географическое положение
Село Колодезное находится на обоих берегах реки Верхняя Двуречная (в основном на левом берегу), есть несколько мостов, выше по течению примыкает к селу Новоужвиновка, ниже по течению на расстоянии в 2 км расположено село Нововасилевка.
Село вытянуто вдоль реки на 6 км, возле села небольшие лесные массивы урочище Хуторянский Лес (ясень) и урочище Долгий Лес (дуб, липа).
Северная часть села раньше называлась Соковка, южная — Мальцевка.

## Происхождение названия
Село Колодезное в документах иногда называют Колодязное или Колодяжное.
На территории Украины 4 населённых пункта с названием Колодезное.

## История
- 1712 — дата основания.[1]

## Экономика
- «Колодязнянское & Ко», ООО.

## Объекты социальной сферы
- Колодезнянский детский сад.
- Школа.

## Достопримечательности
- Мемориальный комплекс: Братская могила советских воинов. Похоронено 15 воинов.
- Братская могила 4-х советских воинов.
- Памятный знак воинам-односельчанам, погибшим на фронтах Великой Отечественной войны. 1941—1945 гг.

## Известные люди
- Титов М.П. — полковник, командир 12-го гвардейского полка 5-й гвардейской дивизии 11-й гвардейской армии 3-го Белорусского фронта, уроженец села Колодезное, Герой Советского Союза.